# Patrik Zackrisson
Patrik Zackrisson (ur. 27 marca 1987 w Ekerö) – szwedzki hokeista, reprezentant Szwecji, olimpijczyk.

## Kariera
- Stockholm 1 (2002)
- Skå IK (2002-2003)
- Frölunda J18 (2003-2004)
- Frölunda J20 (2004-2006)
- Frölunda HC (2005-2006)
- Rögle (2005-2006)
- Linköpings HC (2006-2011)
- Atłant Mytiszczi (2011-2012)
- Linköpings HC (2012-2013)
- Atłant Mytiszczi (2013)
- HC Lev Praga (2013-2014)
- Skellefteå AIK (2014-2016)
- HC Lugano (2016-2018)
- Dinamo Moskwa (2018-2019)
- Leksands IF (2019-)

Wychowanek klubu Skå IK. Od września 2012 roku ponownie zawodnik Linköping. Od połowy 2013 ponownie w klubie Atłant Moskwa. Od sierpnia 2013 zawodnik HC Lev Praga. Od sierpnia 2014 zawodnik Skellefteå AIK. W kwietniu 2015 przedłużył kontrakt o rok. Od maja 2016 zawodnik HC Lugano. Od maja 2018 do maja 2019 zawodnik Dinama Moskwa. W połowie 2019 przeszedł do Leksands IF.
Uczestniczył w turnieju zimowych igrzysk olimpijskich 2018.

## Sukcesy
Reprezentacyjne
- Brązowy medal mistrzostw świata juniorów do lat 18: 2005

Klubowe
- Srebrny medal mistrzostw Szwecji: 2006 z Frölunda, 2007, 2008 z Linköping, 2015, 2016 ze Skellefteå
- Puchar European Trophy: 2008 z Linköping
- Finał KHL o Puchar Gagarina: 2014 z HC Lev Praga

Indywidualne
- Svenska Hockeyligan (2015/2016): trzecie miejsce w klasyfikacji kanadyjskiej w sezonie zasadniczym: 48 punktów